# Tomboy (persoon)

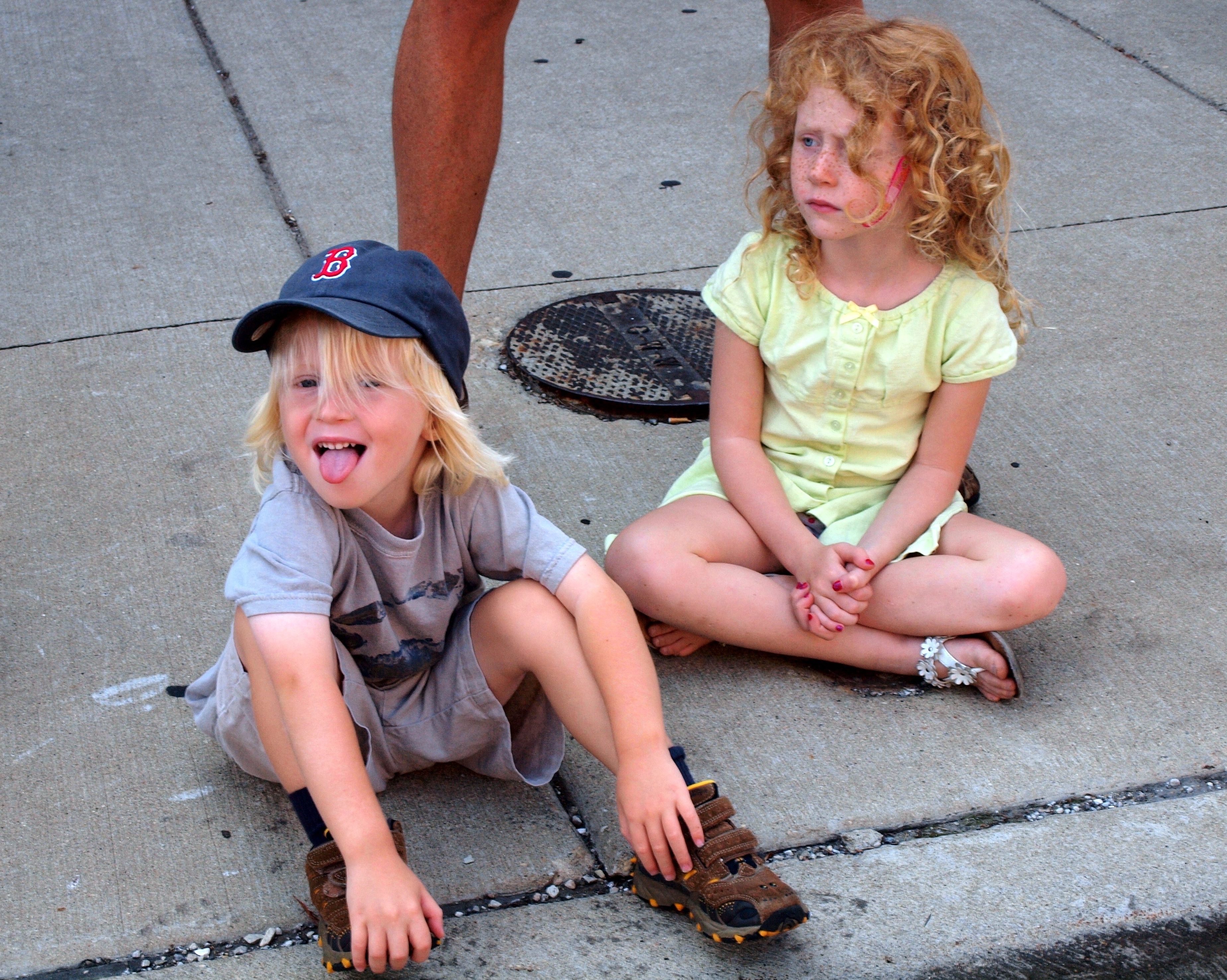
Tomboy en Girly girl

Een tomboy is een meisje of vrouw die zich gedraagt volgens de genderrol die aan jongens of mannen wordt toegeschreven. Kenmerkend voor zulk gedrag is het dragen van jongenskleding en interesse in lichamelijke activiteiten, exacte wetenschappen, sport of andere domeinen die met mannelijkheid worden geassocieerd.

## Etymologie
Het eerst bekende gebruik van het begrip tomboy in de Engelse taal stamt uit 1553. Oorspronkelijk werd de term gebruikt om onstuimige, ruwe jongens te beschrijven. Volgens de Oxford English Dictionary wordt het begrip sinds 1952 gelijkgesteld aan ruw, wild en ongepast gedrag.
Het 'tom'-gedeelte slaat op de naam Tommy die tevens werd gebruikt als bijnaam voor soldaten (zoals Jantjes in het Nederlands voor matrozen werd gebruikt).

## Oorzaken
Er is weinig onderzoek gedaan naar de oorzaken van dit fenomeen. Een theorie is dat meisjes die tijdens het opgroeien weinig vrouwelijke rolmodellen hebben gehad tomboys worden. Deze theorie wordt tegengesproken door een onderzoek waarbij een verband werd gevonden tussen testosteronniveaus en de ontwikkeling van een kind tijdens de zwangerschap. De suggestie die daarbij gewekt wordt is dat het hier aangeboren en niet aangeleerd gedrag betreft.
In het geval van Congenitale Adrenale Hyperplasie (CAH), ook wel Adrenogenitaal Syndroom genoemd, worden androgene hormonen zoals testosteron overmatig geproduceerd door de bijnieren. Bij mannen levert dit vaak geen grote zichtbare verschillen op; bij vrouwen kan het een aanleiding zijn tot meer 'tomboy'-achtig gedrag. Daarnaast ondervinden sommige vrouwen met CAH een verstoorde menstruatiecyclus, een verlaagde vruchtbaarheid en vermannelijkte geslachtsdelen. Het syndroom wordt bij 1 op de 12.000 kinderen ontdekt, en staat los van de geslachtschromosomen. De aandoening heeft verschillende gradaties van uiting; soms wordt het pas op volwassen leeftijd ontdekt.